# ジャイアントジャイアン
ジャイアントジャイアンは、かつて浅井企画で活動していた日本のお笑いコンビ。2022年12月31日解散。

## メンバー
- かーしゃ （1988年4月27日（36歳） - ）

ボケ担当。ツッコミ役の場合もあり。
本名は川嶋 祐己
埼玉県所沢市出身
身長171cm。血液型はA型
狭山ヶ丘高等学校、千葉大学工学部卒業。学生時代は千葉大学のお笑いサークル『P-RITTS（ぷりっつ）』に所属。
母親には大学に進学するという条件でお笑いの活動をすることを許してもらえた。
実用英語技能検定2級の資格有り。
埼玉西武ライオンズ、ももいろクローバーZのファンで、それぞれの全てに詳しい。
プロ野球の助っ人外国人選手にも詳しく、ブログの最初に外国人選手の写真を載せることも多い。
他に特技は「Tシャツの着方だけ物真似」、近藤真彦の顔真似。
好きな芸人は内村光良、さまぁ〜ず。
これまでに組んできたコンビは、『ぶるぺんず』（P-RITTSでのコンビ）、『しいくいいん』（2009年12月1日結成、P-RITTSでのコンビ）、『2000万パワーズ』（2010年11月〜2011年）、『アイムファインセンキュー』。ジャイアントジャイアン結成前はピン芸人として活動。
2012年2月まで芸名は『かーしゃ・ばっくす』だったが、覚えにくいため同月に現在のかーしゃに改名。
自称「ハナメガネ」で、鼻が大きい（自分のブログの冒頭でこう紹介し、ブログのタイトルにもなっている）
2017年2月22日に一般女性と入籍。その後、子供も産まれている。2023年の時点では2人の子供の父。
- こまたつ （1988年4月16日（36歳） - ）

ツッコミ担当。
本名は小松 達也（こまつ たつや）
長野県出身
身長170cm。血液型はO型
SMAPが好きで、芸人になったきっかけも子供の頃に『SMAP×SMAP』（関西テレビ・フジテレビ系）でSMAPのコントに魅了されたことで、これ以来「芸人になって人を笑顔にしたい」と思い始めたという。
SMAPのうんちくを語ることが得意。
本人曰く「天然力が武器」。
ジャイアントジャイアン結成前まではピン芸人として活動。
2020年1月に芸名を『コマタツ』から『こまたつ』に改めた。

## 来歴・概説
二人ともワタナベコメディスクール13期生（2010年10月入学、2011年9月卒業）出身。二人ともピン芸人として活動していた時の2013年6月に結成。最初はキングオブコントに出場する目的で組んだコンビだった。ピンの時にそこそこウケていたので、一緒になったら笑いが倍増するだろうと思って結成したが、結成したばかりの頃にネタをやったら、本人たち曰く「笑いが4分の1になって焦った」と言う。最初はフリーで活動していたが、2014年中に浅井企画に所属になる。
当初、ネタはコント中心だったが、その合間に肩の力を抜くつもりで披露してきた漫才が徐々に評価されるようになってきたことで、本格的に漫才中心に移行した。
漫才はかーしゃの「始まるよ。」の台詞で主に始まる。かーしゃのネガティブさ、こまたつの明るさを活かし、こまたつが喋る間も取らせないようにかーしゃが自分でボケて、「〜だよ!」と言った口調で自分でツッコむというスタイルが主の漫才で、「被害妄想満載自己完結型漫才」とも言われている。また、ネタの中に雑学を盛り込むという流れや“セルフツッコミ”も多い。このネタのスタイルにしたのも、たまたま遊びのような感じで作ったネタがウケたのがきっかけで、これで行くことにしたと言う。また、こまたつがネタを覚えられないということから、かーしゃが自分でボケてツッコもうと思ったということも理由とのこと。
2015年7月2日開催の事務所ライブ『55☆NEXT!!』にて初優勝。
この他実績は、浅井企画事務所ライブにおいて三か月連続優勝。2015年～2017年のM-1グランプリでは準々決勝まで進出。しかし2018年以降のM-1グランプリでは3回戦にも進出できなくなった。M-1最後の出場となった2022年大会でも2回戦敗退となり、この敗退が決まった時点で「やりきったかな」と思って、かーしゃがこまたつに解散の意思を告げ、こまたつも「ずっとかーしゃに引っ張ってきてもらったから」とこの意思を受け入れる。コンビがくすぶっている間にかーしゃの娘が5歳になって、歩けてしゃべれて友達も出来たりするほど大きくなったことで「5年って結構経っているんだ」と思ったことも解散を考えたきっかけの一つだと話している。
2022年11月1日、所属事務所HPおよびそれぞれのTwitterにて2022年内をもってコンビ活動を終了することを発表。解散後はこまたつはピン芸人、かーしゃは作家として活動することとなる。

## 賞レース
- 2015年 第6回お笑い全日本カップ 優勝
- 2015年 M-1グランプリ 準々決勝進出
- 2016年 G-1グランプリ横浜 2回戦進出
- 2016年 M-1グランプリ 準々決勝進出
- 2017年 第38回ABCお笑いグランプリ 決勝進出[18]
- 2017年 M-1グランプリ 準々決勝進出
- 2018年 M-1グランプリ 2回戦進出
- 2019年 M-1グランプリ 2回戦進出
- 2020年 M-1グランプリ 2回戦進出
- 2021年 M-1グランプリ 2回戦進出
- 2022年 M-1グランプリ 2回戦進出

## 出演

### テレビ
- THE MANZAI 2015プレマスターズ大会（フジテレビ）- 2015年12月12日
- ツギクルもん（フジテレビ）- 2016年1月1日、2016年3月12日
- ENGEIトライアウト（フジテレビ）- 2016年2月12日深夜
- 『ぷっ』すま（テレビ朝日）- 2016年3月4日深夜
- 内村さまぁ〜ず（TOKYO MX 他）- 第228回
- 〜公開ネタ見せ番組〜 輝け!ギャラ3000円芸人（BSスカパー!）- 2016年3月7日
- おぎやはぎと愉快な芸人（なかま）たち（NHK総合テレビジョン）- 2016年5月3日
- くりぃむナンチャラ（テレビ朝日）- 2016年5月7日
- ネクストブレイク「教科書になった!?ネタ合戦」（日本テレビ）- 2016年6月2日
- FNS27時間テレビフェスティバル! 笑わせたもん勝ちトーナメント KYO-ICHI（フジテレビ）- 2016年7月24日
- NEWSな2人（TBS）- 2016年8月13日、かーしゃのみ
- お願い!ランキング（テレビ朝日）2016年9月6日・9月8日・9月9日・9月13日・9月21日・9月23日・9月29日
- 有田ジェネレーション（TBS）- 2016年9月20日
- 30秒芸人（NHK総合）- 2016年10月15日
- 新春さんま総選挙2017（TBS）- 2017年1月3日
- 笑点 特大号（BS日テレ）- 2017年3月22日
- 前略、西東さん（中京テレビ）- 2017年3月25日
- ナカイの窓（日本テレビ）- 2017年3月29日
- バナナマンの爆笑ドラゴン（NHK総合）- 2017年3月31日（第5回）
- 冗談手帖（フジテレビ） - 2017年5月17日
- 第38回ABCお笑いグランプリ（ABCテレビ）- 2017年7月9日
- ソノサキ〜知りたい見たいを大追跡!〜（テレビ朝日） - 2018年5月1日
- にちようチャップリン（テレビ東京） - 2018年5月6日
- わらたまドッカ〜ン（Eテレ）-2019年2月25日（VSマツモトクラブ）、2021年7月12日
- スポさま（BSテレビ東京） - 2019年10月20日・27日・11月3日・12月1日・8日・15日
- 日本で一番早いお笑いバトル フットンダ王決定戦2021（中京テレビ） - 2021年1月1日、かーしゃのみ

### ラジオ
- マイナビ Laughter Night（TBSラジオ）- 2016年1月30日[19]・2月27日[20]・3月12日[21]・5月21日[22]・7月2日[23]、2017年1月7日[24]・4月14日[25]・7月14日[26]、2018年5月4日[27]
- キャンパス寄席（NHKラジオ第1）- 2016年5月28日
- にっぽりぽり×2(Youtube、毎週金曜日配信、かーしゃのみ)

### インターネットテレビ
- ジャイアントジャイアンのビッグでババーン!（ON AIR TV）
- 発掘! ブレイクネタ芸人! 芸人!! 芸人!!!（BeeTV）

### 定期ライブ
- 55☆NEXT!!（浅井企画主催、新宿バティオス、毎月第1木曜日開催）
- お笑いダイナマイトショー（浅井企画主催、年1回開催）